# Consell de Totes les Terres
El Consell de Totes les Terres o Aukiñ Wallmapu Ngulam (AWNg) és una organització independentista que cerca crear un «Estat maputxe» amb territoris, en l'actualitat, sota administració argentina i xilena. El seu líder és el werkén Aucán Huilcamán.
Va tenir com a antecedent la «Comissió 500 anys de resistència», formada el 1989 per una escissió de l'agrupació ADMAPU, els membres de la qual tenien un discurs antipartidista, i desitjaven deslligar-se del vincle que tenia ADMAPU amb el Partit Comunista de Xile. Aquesta comissió va passar a anomenar-se Consell de Totes les Terres el 1990.